# Dimorphocalyx beddomei
Dimorphocalyx beddomei är en törelväxtart som först beskrevs av George Bentham, och fick sitt nu gällande namn av Airy Shaw. Dimorphocalyx beddomei ingår i släktet Dimorphocalyx och familjen törelväxter. IUCN kategoriserar arten globalt som starkt hotad. Inga underarter finns listade i Catalogue of Life.